# Ali Baba et les Quarante Voleurs (pel·lícula de 1907)
Ali Baba et les Quarante Voleurs o Ali Baba és una pel·lícula muda francesa dirigida per Segundo de Chomón o Ferdinand Zecca, produït per Pathé Frères i llançat el 1907.

## Trama
Igual que la versió de 1902, la trama serveix principalment com a pretext per a efectes visuals. Henri Bousquets la resumeix així : 
| « | Mentre l'Ali Baba està recollint llenya al bosc, sent les paraules "Obre Sèsam" i veu una roca oberta. Un cop els lladres han marxat, pronuncia les mateixes paraules i descobreix una cova a terra escampada de monedes d'or i on s'acumulen munts de pedres precioses. N'agafa tants com pot i se'n va a casa. El seu germà envejós, a qui Ali li va revelar el secret, va a la cova on és sorprès pels bandolers. Amb l'esperança de salvar-li la vida, traeix el seu germà. El líder dels bandolers es disfressa de comerciant d'oli i tanca els seus companys en pots d'oli de cuir. Ali el rep sense sospitar, però la seva jove dona, astuta, atrevida i sospitosa frustra el truc dels bandits. Cala foc als pots i apunyala el líder dels bandolers. | » |

## Fitxa tècnica
- Direcció : Segundo de Chomón o Ferdinand Zecca
- Fotografia : Segundo de Chomón
- Trucatges : Segundo de Chomón
- Decorats : Vincent Lorant-Heilbronn

## Fragments

Fragments de pel·lícules de colors amb plantilla
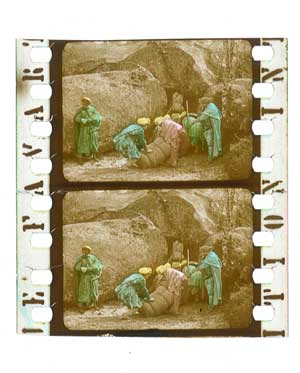
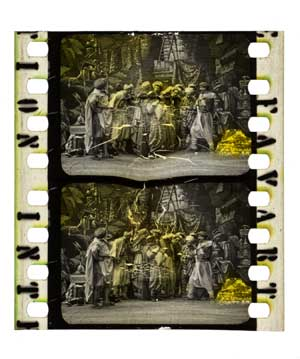
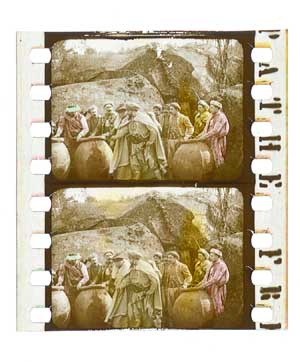
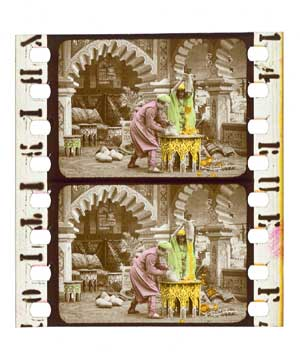
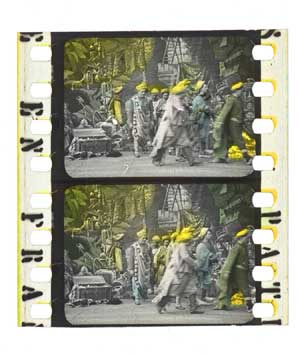
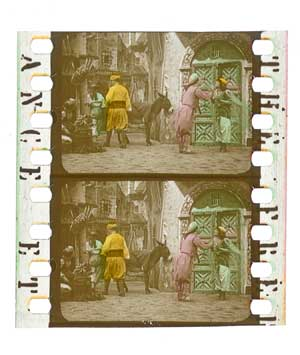
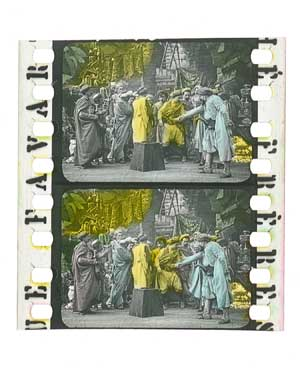
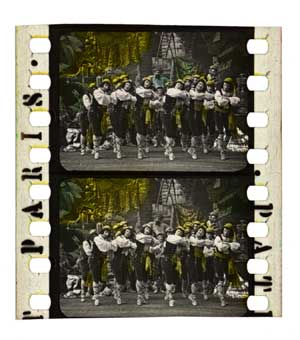